# 莎曼珊·麥克勞德
莎曼珊·麥克勞德（英語：Samantha McLeod）是一位加拿大女演員。她較著名的是在2006年驚悚片《飛機上有蛇》中飾演凱莉一角。

## 作品列表

### 電影
- 2005：《致命蟲災（英语：Insecticidal）》-Sophi
- 2005：《Neal 'N' Nikki（英语：Neal 'n' Nikki）》-Chanel
- 2005：《Alien Incursion》-Sam
- 2006：《戀愛刺客（英语：John Tucker Must Die）》-Holly[3]
- 2006：《飛機上有蛇》-Kelly[3]
- 2008：《Sharp as Marbles》-Cindy（當時記名為Samantha Mcleod）
- 2008：《Kingdoms of Grace（英语：Kingdoms of Grace）》-Madison Fermoy
- 2009：《Underdogs: Born to Lose》-熱情的金髮女郎
- 2011：《Bong Of The Dead》-變成殭屍的女性（當時記名為Samantha Roblin-Mcleod）

### 電視劇
- 2004：《Behind the Camera: The Unauthorized Story of 'Charlie's Angels'》-Tour Guide（電視電影）
- 2004：《拉字至上》-Clea Jaffe（3集）
- 2004：《我們所知道的生活（英语：Life as We Know It (TV series)）》-Marissa Becker（1集）
- 2006：《惠斯勒（英语：Whistler (TV series)）》-Blonde（1集）
- 2009：《The Assistants（英语：The Assistants）》-Vanessa（1集）

### 電子遊戲
- 2004：《極速快感：飆風再起2》（配音）

## 外部連結
- 莎曼珊·麥克勞德在互联网电影资料库（IMDb）上的資料（英文）
- 莎曼珊·麥克勞德的X（前Twitter）